# امیریان
امیریان ممکن است به یکی از این افراد اشاره نماید:
- ناهید امیریان شمس‌آبادی گوینده، دوبلور و مدیر گویندگان اهل جمهوری اسلامی ایران
- بنیک امیریان نماینده ایران در بازی‌های المپیک زمستانی ۱۹۵۶ ملبورن
- داوود امیریان بازیگر ایرانی

امرالله امیریان بازیگر تئاتر ، نویسنده ، کارگردان سرشناس بوشهری